# Pereseczeń
Pereseczeń – dawny gród na terytorium plemienia Uliczów.
Gród znajdował się najprawdopodobniej pomiędzy rzekami Dniestrem, a Prutem. Został zdobyty w 940 przez wojewodę księcia Igora – Swenalda. Nie został dotychczas zlokalizowany.